# Indigofera cunenensis
Indigofera cunenensis är en ärtväxtart som beskrevs av Antonio Rocha da Torre. Indigofera cunenensis ingår i släktet indigosläktet, och familjen ärtväxter. Inga underarter finns listade i Catalogue of Life.